# Allocricetulus
Allocricetulus är ett släkte i underfamiljen hamstrar med två arter som förekommer i Eurasiens stäpper.

## Utseende
Arterna når en kroppslängd (huvud och bål) mellan 8,5 och 16,0 cm. Svansen är i motsats till råtthamstrarnas svans bara något längre än bakfötterna och aldrig längre än 1/5 del av hela kroppen. De täta täckhåren vid svansroten täcker cirka halva svansen som därför får ett konformigt utseende. Nosen är spetsigare än nosen för den europeiska hamstern (Cricetus cricetus) men inte lika spetsig som hos arten Tscherskia triton. Ytteröronen är jämförelsevis korta och bara glest täckt med hår.
Arternas fotsolar är under sommaren bara sparsamt täckt med hår. Under vintern kan vissa delar av sulan ha en tätare hårbeklädnad. Vid framfoten är den femte tån ofta förminskade och klon vid första tån påminner om en nagel. Pälsens färg på ovansidan varierar mellan gråbrun, rödbrun och sandfärgade. Buken är vitaktig och gränsen mellan båda färgen är tydlig. Vinterpälsen ser likadant ut.

## Arter, utbredning och habitat
Släktet utgörs av två arter.
- Allocricetulus eversmanni förekommer i norra Kazakstan och angränsande områden av Ryssland.
- Allocricetulus curtatus lever i Mongoliet och norra regioner av Kina.

Båda arter visats främst i stäpper men de lever även i andra habitat som angränsar till stäppen.

## Ekologi
Dessa hamstrar lever vanligen i underjordiska bon som grävdes av andra gnagare eller hardjur. När de bygger själv skapar de vanligen en tunnel några centimeter under markytan som två till tre lodräta utgångar. Födan utgörs av frön från gräs samt av kött från mindre bytesdjur. Parningstiden börjar redan när snön håller på att smälta. Honor har två till tre kullar under våren och sommaren. Ungar från tidigaste våren är redan vid sensommaren könsmogna och kan ha egna kullar.

## Allocricetulusoch människor
Arternas negative betydelse för jordbruket i levnadsområdet är inte nämnvärd eller inte tillräcklig utforskad. De hittas ibland i byggnader som jurtor, ladugårdar eller skjul. Sällan hölls de som sällskapsdjur. IUCN listar båda arter som livskraftig (LC).